# Курчалойское городское поселение
Курчалойское городское поселе́ние — муниципальное образование в Курчалоевском районе Чечни Российской Федерации.
Административный центр — город Курчалой.

## История
Законом Чеченской Республики от 20 февраля 2009 года № 13-РЗ были определены статус и границы сельского поселения. Законом Чеченской Республики от 17 октября 2018 года N 47-РЗ сельское поселение было преобразовано в городское поселение.

## Население
| 2010    | 2012    | 2013    | 2014    | 2015    | 2016    | 2017    |
| ------- | ------- | ------- | ------- | ------- | ------- | ------- |
| 22 723  | ↗23 237 | ↗23 610 | ↗23 971 | ↗24 469 | ↗24 847 | ↗25 260 |
| 2018    | 2019    | 2020    | 2021    | 2023    | 2024    |         |
| ↗25 672 | ↗26 115 | ↗26 581 | ↘23 425 | ↗24 302 | ↗24 802 |         |

## Состав сельского поселения
| № | Населённый пункт | Тип населённого пункта | Население |
| - | ---------------- | ---------------------- | --------- |
| 1 | Курчалой         | город                  | ↗24 802   |